# Paul Daum
Paul Daum, né le 28 octobre 1888 à Nancy (Meurthe-et-Moselle), mort le 19 février 1944 à Neue Bremm (Allemagne), est un industriel, artiste, aviateur et résistant français.

## Biographie
Paul Daum est le quatrième enfant d'Auguste Daum, après Louise, Jean et Léon et avant Henri. Paul, qui a fait ses études à l'Institut chimique de Nancy, entre à la verrerie familiale en 1911, après son service militaire (1909-1911) dont il est sorti sous-lieutenant. Son frère aîné Jean était destiné à prendre les rênes de l'entreprise, mais il meurt à Verdun le 2 avril 1916. Son frère Léon, brillant polytechnicien, est appelé à devenir un capitaine d'industrie à la Compagnie des forges et aciéries de la Marine et d'Homécourt ; il en est le directeur général à partir de 1927. 
Il est mobilisé en août 1914 comme sous-lieutenant d'artillerie mais il est affecté en 1915 dans l'armée de l'air. Promu lieutenant en mai 1915 puis capitaine en avril 1918, il est pilote et commandant d'une escadrille de reconnaissance. Blessé en 1915, titulaire de la croix de guerre, il reçoit en 1917 la croix de chevalier de la Légion d'honneur et il est cinq fois cité. Il est ainsi cité à l'ordre de la 11e armée en 1918 : « DAUM (Paul), capitaine, du 39e régiment d'artillerie, commandant l'escadrille 264 : commandant d'escadrille, d'une bravoure à toute épreuve et d'un admirable entrain. A donné pendant cinq mois les plus beaux exemples à son unité en exécutant lui-même les missions les plus délicates et les plus périlleuses, notamment les 16 et 17 mars et 12 avril 1918. Chef ardent et merveilleux entraîneur d'hommes ». Il obtient en particulier une victoire aérienne. Il sera même un moment mis à la disposition de l'armée serbe. Il est démobilisé en avril 1919. Il est promu officier de la Légion d'honneur en 1930 au titre du ministère de l'Air.
Il prend la direction de la verrerie familiale après le retrait de son oncle Antonin Daum. Il développe l'entreprise, introduisant le cristal et l'Art déco. Il obtient une commande notable : les services de verre du célèbre paquebot Normandie. Il préside à partir de 1937 la Chambre syndicale des cristalleries et verreries de l'Est. Il remplace son oncle mort en 1930 aux conseils d'administration de firmes comme les Grands moulins Vilgrain ou l'entreprise de fabrication de meubles Majorelle Frères et Cie, fondée par Auguste Majorelle et Louis Majorelle.
Il est élu conseiller municipal de Nancy en 1919 ; il est alors le benjamin du conseil. Réélu en 1925 et 1929, il s'oppose lors de l'élection municipale de 1929 à une manœuvre du député de droite Louis Marin et de ses amis groupés autour du journal L'Éclair de l'Est, alors en conflit avec le Parti démocrate populaire,. Il est élu adjoint au maire en juin 1933. Il n'occupe cette fonction que quelques mois, durant le bref mandat de Charles-Victor Noël. Il mène sans succès en mai 1935 une liste républicaine des intérêts de Nancy, liste d'union des droites qui compte parmi ses candidats des modérés mais aussi des élus et des cadres URD et/ou des membres notoires des Jeunesses patriotes, dont Maurice Perrin,, liste qui est opposée à celle, victorieuse, du maire sortant radical-socialiste, Camille Schmitt (élu en décembre 1933), et qui est combattue par les socialistes. 
Dans son usine, il pratique un long lock out de huit mois, d'août 1936 à avril 1937, et dénonce la politisation de ses ouvriers, « grisés par d'irréalisables promesses », et les lois sociales du Front populaire, ce qui entraine le chômage de ses 220 ouvriers,. En avril 1937, il est l'un des cofondateurs avec d'autres patrons lorrains, tels Charles Friedel, patron de Berger-Levrault, ou le Vosgien Georges Laederich, d'une officine patronale anticommuniste, la Société lorraine d'étude et d'expansion économique (SLEEE), fondée à Nancy. Il est alors en relation avec les parlementaires de la Fédération républicaine de Meurthe-et-Moselle (François de Wendel, Louis Marin, François Valentin) au sujet du financement du quotidien nancéien de droite L'Éclair de l'Est.
Il est vice-président puis président de l'Aéro-club de l'Est jusqu'à sa démission en février 1934. Il préside à partir de 1936 la société Claude-Lorrain, société des amis du musée des beaux-arts de Nancy, et à partir de 1937 l'association des anciens élèves du lycée Henri-Poincaré, succédant à Louis Sadoul.
Il est nommé colonel de réserve de l'armée de l'air à l'aube de la Seconde Guerre mondiale, en 1940. Sous l'Occupation, il s'engage dans la Résistance et livre aux Alliés des renseignements sur l'aviation et les installations allemandes, qui leur parviennent par l'intermédiaire de l'ambassade des États-Unis à Madrid, où une taupe le dénonce. Arrêté le 24 février 1943, il est emprisonné à la prison de Fresnes durant le reste de l'année 1943. Il meurt sous les coups de ses gardes au camp de Neue Bremm (Sarre) le 19 février 1944.
Paul Daum a épousé Jacqueline Baudry, belle-sœur de Jean Besnard, et a eu quatre filles : Sophie, Marianne, Florence et Louise.

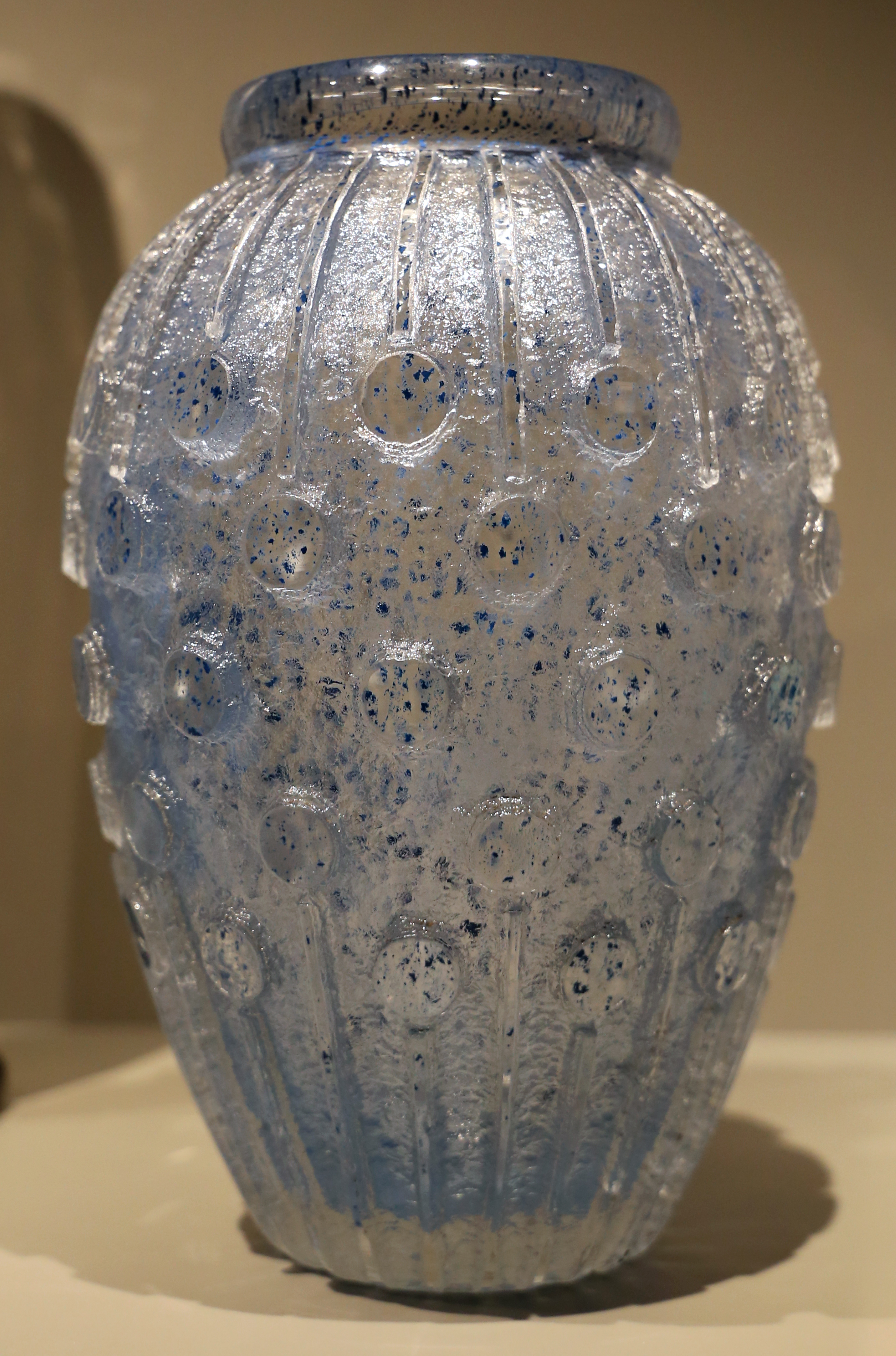
Vase Daum Art Déco, 1925
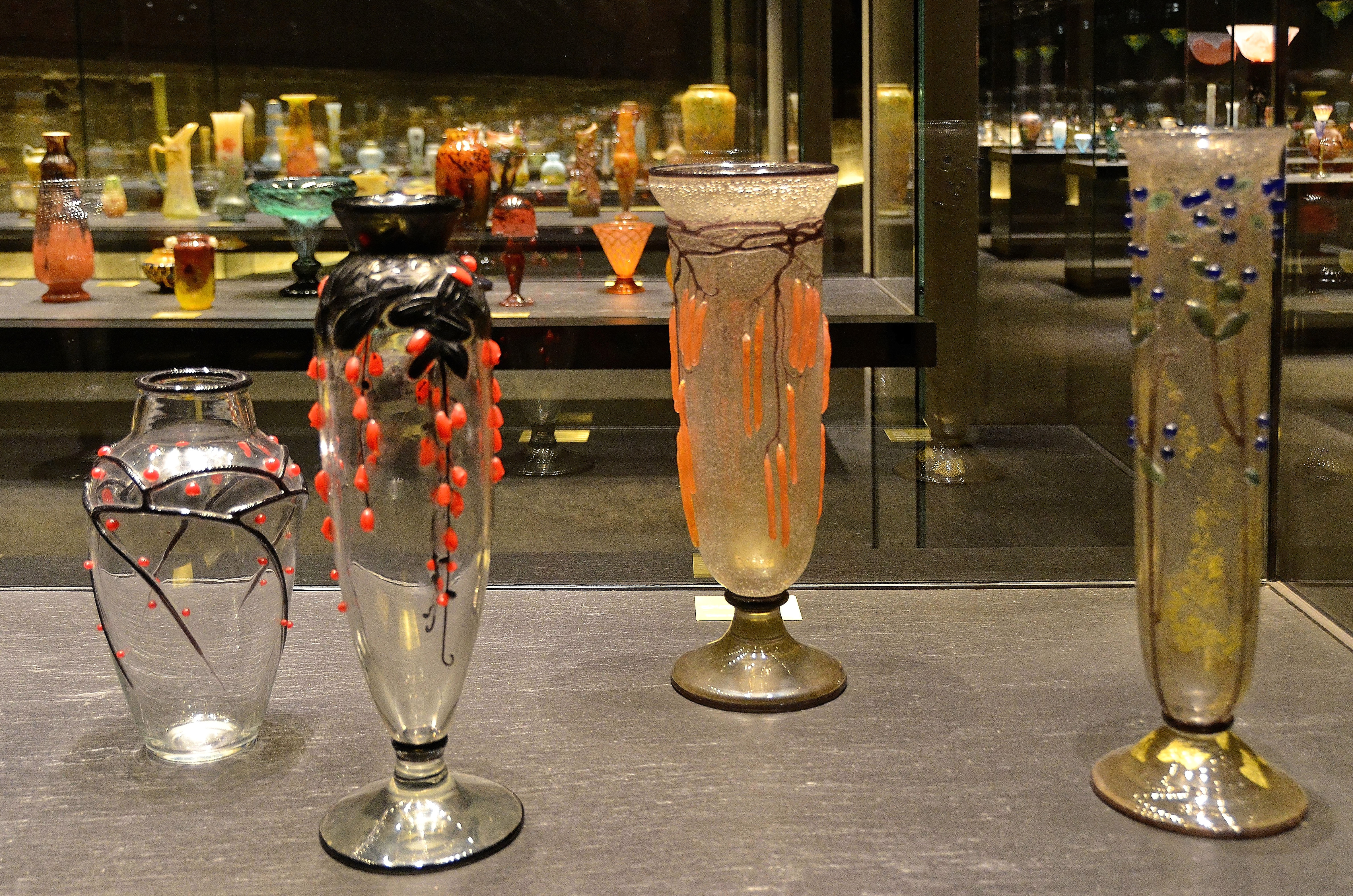
Vases Daum Art déco -Musée des beaux-arts de Nancy

## Postérité
À Nancy, l'ancienne rue des Grands-Moulins s'appelle depuis 1950 rue du Colonel Paul Daum. Il existe aussi dans cette ville un pont du Colonel Paul Daum qui prolonge la rue des Cristalleries,.